# David McKee
Pour les articles homonymes, voir McKee.
David McKee, né le 2 janvier 1935 à Tavistock, dans le Devon, et mort le 6 avril 2022 à Nice, est un auteur et illustrateur britannique. Il est principalement connu pour être à l'origine de la série pour enfants Elmer un éléphant multicolore dont le premier ouvrage a été édité en 1968. Il a également publié des ouvrages sous le pseudonyme Violet Easton.

## Biographie

### Carrière
David McKee nait en 1935 à Tavistock, dans le comté de Devon, en Angleterre. Après être allé à l'école primaire locale, il rejoint l'université d'Art de Plymouth. Étudiant, il vend ses dessins dans divers journaux anglais. Après ses études, il continue à vendre des dessins, tout en faisant de la peinture. Il dessine des bandes dessinées pour, entre autres, Punch, Reader's Digest, et The Times Higher Education Supplement.
Il trouve très vite sa voie dans les livres pour enfants qu'il écrit et illustre. Son premier livre est publié en noir et blanc par Dobson en 1964. Il s'agit d'une histoire qu'il avait souvent racontée à l'université, Two Can Toucan (Toucan deux bidons). Le protagoniste, un oiseau sud-américain, se fait remarquer par sa capacité de porter deux bidons de peinture sur son bec énorme. Le livre a été publié par Abelard-Schuman en 1964; en 1985, une édition est sortie avec de nouvelles illustrations de McKee. Cette édition a été rééditée en 2001 par Andersen Press.
Dans les années 1980, David McKee est choisi par Michael Bond, l'auteur de la série l'Ours Paddington, pour illustrer une nouvelle série de livres d'images pour les jeunes lecteurs.
Son talent d'illustrateur est mondialement reconnu. La série Elmer l'éléphant fait l'objet de tout un merchandising commercialisé par Petit Jour Paris : crayons, pin's, broche, parapluie, carnet, valises, peluches, puzzles, trousse, porte monnaie, bavoir, vaisselle, etc..
Il est l'artiste sélectionné pour représenter son pays, pour le Prix Hans-Christian-Andersen 2022, dans la catégorie Illustration.

### Vie privée et mort
Il partagea sa vie entre Nice et Paris.
Il meurt le 6 avril 2022 à l'âge de 87 ans dans sa propriété de Nice,, entouré de sa famille, des suites d'une « courte maladie ».

## Œuvre
Au travers de ses albums, David McKee aborde des thématiques comme la différence, la lutte contre le racisme et l'exclusion (via le personnage d'Elmer l'éléphant) ou le pacifisme, par exemple dans Six hommes paru à Londres en 1972.
Inspiré par Paul Klee ou le Douanier Rousseau, il a recours à de nombreuses techniques graphiques différentes (peinture, encre, aquarelle, trait, etc.).

## Films
La BBC a adapté quelques-uns des livres de McKee pour la télévision et elle l'a sondé sur d'éventuelles adaptations cinématographiques, négociation menant aux premiers films de McKee dont une série ayant comme vedette Mr Benn, le célèbre personnage créé par McKee.

## Publications

### Série "Elmer l'éléphant"
- Elmer (Elmer, 1989), trad. Élisabeth Duval, Kaléidoscope, 1989, 32 p.  (ISBN 2-87767-009-0). Rééd. École des loisirs, coll. "Lutin poche", 1990, 33 p.  (ISBN 2-211-01944-7 et 978-2-211-01944-6)
- Elmer, encore et encore... (Elmer Again, 1991), trad. Élisabeth Duval, Kaléidoscope, 1991, 26 p.  (ISBN 2-87767-038-4). Rééd. École des loisirs, coll. "Lutin poche", 1992, 29 p.  (ISBN 2-211-02169-7 et 978-2-211-02169-2)
- Elmer et les chasseurs (Elmer on stilts, 1993), trad. Élisabeth Duval, Kaléidoscope, 1993, 40 p.  (ISBN 2-87767-094-5). Rééd. École des loisirs, coll. "Lutin poche", 1994, 40 p.  (ISBN 2-211-01773-8 et 978-2-211-01773-2)
- La Météo d'Elmer, trad. Élisabeth Duval, Kaléidoscope, 1994, 16 p.  (ISBN 2-87767-127-5)
- Les couleurs d'Elmer, trad. Élisabeth Duval, Kaléidoscope, 1994, 16 p.  (ISBN 2-87767-126-7)
- Les Amis d'Elmer, trad. Élisabeth Duval, Kaléidoscope, 1994, 16 p.  (ISBN 2-87767-128-3)
- La Journée d'Elmer, trad. Élisabeth Duval, Kaléidoscope, 1994, 16 p.  (ISBN 2-87767-125-9)
- Elmer et Walter (Elmer and Wilbur, 1994), trad. Élisabeth Duval, Kaléidoscope, 1995, 32 p.  (ISBN 2-87767-144-5). Rééd. École des loisirs, coll. "Lutin poche", 1998, 40 p.  (ISBN 978-2-211-04347-2)
- Elmer sous la neige (Elmer in the Snow, 1995, trad. Élisabeth Duval, Kaléidoscope, 1995, 32 p.  (ISBN 2-87767-166-6). Rééd. École des loisirs, coll. "Lutin poche", 1999, 40 p.  (ISBN 978-2-211-05262-7)
- Elmer et Rose, trad. Élisabeth Duval, Rééd. École des loisirs, coll. "Lutin poche", 2007.  (ISBN 978-2-211-08701-8)
- Elmer et Papa Rouge (Elmer and papa Red), trad. Élisabeth Duval, Kaléidoscope, 2010, 24 p.  (ISBN 978-2-87767-688-5). Rééd. École des loisirs, coll. "Lutin poche", 2013.  (ISBN 978-2-211-21145-1)
- Le Grand jour d'Elmer (Elmer's special day) , Kaléidoscope, 2009, 24 p.  (ISBN 978-2-87767-634-2)
- Elmer et le gros oiseau (Elmer and the big bird), Kaléidoscope, 2008, 24 p.  (ISBN 978-2-87767-577-2)
- Regarde ! Elmer est là ! (Look ! There's Elmer), trad. Isabel Finkenstaedt, Kaléidoscope, 2000, 21 p.  (ISBN 2-87767-303-0)
- Elmer et Papillon (Elmer and Butterfly, 2001), trad. Élisabeth Duval, Kaléidoscope, 2002, 23 p.  (ISBN 2-87767-353-7). Rééd. École des loisirs, coll. "Lutin poche", 2003, 40 p.  (ISBN 978-2-211-07049-2)
- Elmer et tante Zelda (Elmer and Aunt Zelda, 2006), trad. Élisabeth Duval, Kaléidoscope, 2006, 32 p. Rééd. École des loisirs, coll. "Lutin poche", 2008, 40 p.  (ISBN 978-2-211-09313-2)
- Elmer et le nounours perdu, Kaléidoscope, 1999, 32 p. Rééd. École des loisirs, coll. "Lutin poche", 2000, 40 p.  (ISBN 978-2-211-05616-8)
- Elmer et l'étranger (Elmer and the Stranger, 2000), trad. Élisabeth Duval, Kaléidoscope, 2000, 32 p. Rééd. École des loisirs, coll. "Lutin poche", 2002, 40 p.  (ISBN 978-2-211-06439-2)
- Elmer et le vent (Elmer and the Wind, 1997), trad. Élisabeth Duval, Kaléidoscope, 1999, 32 p. Rééd. École des loisirs, coll. "Lutin poche", 1999, 40 p.  (ISBN 978-2-211-05286-3)

### Série "Le Roi Rollo"
- Le Roi Rollo et la vaisselle sale, Flammarion, 1981, 32 p.  (ISBN 2-08-171035-8)
- Le Roi Rollo et la carte de vœux, Flammarion, 1981, 32 p.  (ISBN 2-08-171034-X)
- Le Roi Rollo et l'arbre du jardin, Flammarion, 1981, 32 p.  (ISBN 2-08-171036-6)
- Le Roi Rollo et la miche de pain (King Rollo and the bread), trad. Catherine Deloraine, Flammarion, 1981, 24 p.  (ISBN 2-08-171033-1)
- Le Roi Rollo et ses souliers neufs (King Rollo and the new shoes, 1979), trad. Catherine Deloraine, Flammarion, 1981, 24 p.  (ISBN 2-08-171032-3)
- Le roi Rollo et les chaussettes neuves (King Rollo and the new stockings), trad. Isabel Finkenstaedt, Kaléidoscope, 2001, 25 p.  (ISBN 2-87767-326-X)
- Le Roi Rollo et la barbe du Père Noël, Gallimard jeunesse, 1991, 32 p.  (ISBN 2-07-056528-9)
- Le Petit Déjeuner du roi Rollo, Calligram, coll. "Petite bibliothèque Calligram Benjamin" n° 2, 1995, 32 p.  (ISBN 2-88445-256-7)
- Le Désordre du roi Rollo, Calligram, coll. "Petite bibliothèque Calligram Benjamin" n° 3, 1995, 32 p.  (ISBN 2-88445-258-3)
- Le roi Rollo et le chien, Calligram, coll. "Petite bibliothèque Calligram Benjamin" n° 5, 1995, 32 p.  (ISBN 2-88445-261-3)
- Le roi Rollo et les masques, Calligram, coll. "Petite bibliothèque Calligram Benjamin" n° 6, 1995, 32 p.  (ISBN 2-88445-262-1)

### Série "Monsieur Benn"
- Monsieur Benn, trad. Valérie Dayre, Joie de lire, 2014, 44 p.  (ISBN 978-2-88908-229-2)
- Monsieur Benn, gladiateur, trad. Élisabeth Duval, Kaléidoscope, 2002, 32 p.  (ISBN 2-87767-346-4)

### Autres livres
- Le Magicien et le sorcier (The Magician and the Sorcerer, 1974), Flammarion, 1974, 32 p.  (ISBN 2-08-170604-0)
- Bernard et le monstre, Gallimard jeunesse, coll. "Diablotins", 1981, 32 p.  (ISBN 2-07-056111-9). Rééd. Gallimard jeunesse, coll. "Folio benjamin" n° 144, 1986, 32 p.  (ISBN 2-07-039144-2). Rééd. dans 5 histoires pour avoir peur, Gallimard jeunesse, coll. "La Bibliothèque de Benjamin", 1994, 161 p.  (ISBN 2-07-034501-7)
- Noirs et blancs, Gallimard jeunesse, coll. "Diablotins", 1981, 32 p.  (ISBN 2-07-056143-7)
- Les Deux amiraux (Two Admirals), Gallimard jeunesse, coll. "Folio benjamin" n° 58, 1983, 32 p.  (ISBN 2-07-039058-6). Rééd. Gallimard jeunesse, coll. "Folio benjamin livres cassettes", 1988.  (ISBN 2-07-039188-4)
- Je le déteste mon nounours (I Hate My Teddybear, 1983), Seuil jeunesse, 1983, 28 p.  (ISBN 2-02-006397-2). Rééd. Seuil, coll. "Points Petit Point" n° 22, 1992, 30 p.  (ISBN 2-02-014664-9)
- Toucan Toublanc (Two Can Toucan, 1985), trad. Marie-France de Paloméra, Seuil jeunesse, 1986, 32 p.  (ISBN 2-02-009291-3). Rééd. Gallimard jeunesse, coll. "Folio benjamin" n° 210, 1989, 26 p.  (ISBN 2-07-039210-4)
- Il était une fois deux monstres... (Two Monsters, 1985), trad. Catherine Deloraine, Flammarion jeunesse, 1986, 24 p.  (ISBN 2-08-171129-X)
- La Triste histoire de Marguerite qui jouait si bien du violon, trad. Celia Green, Flammarion jeunesse, 1987, 26 p.  (ISBN 2-02-009585-8)
- La Bonnefemme de neige (Snow Woman, 1987), trad. Geneviève Brisac, Gallimard jeunesse, 1988, 26 p.  (ISBN 2-07-056388-X). Rééd. Gallimard jeunesse, coll. "Folio benjamin" n° 217, 1989, 26 p.  (ISBN 2-07-039217-1)
- Ziboulka, de Béatrice Rouer, Bayard, coll. "Les Belles histoires de Pomme d'api", 1988, 34 p;  (ISBN 2-227-71147-7)
- Bébé futé (Who's a clever baby then ?), trad. Céline Emera, Kaléidoscope, 1989, 26 p.  (ISBN 2-87767-000-7). Rééd. Gallimard jeunesse, coll. "Folio benjamin" n° 225, 1990, 32 p.  (ISBN 2-07-039225-2)
- Le Monstre et le nounours (The Monster and the Teddy Bear, 1989), trad. Elisabeth Duval, Kaléidoscope, 1990, 26 p.  (ISBN 2-87767-014-7)
- Le Mystère des flèches bleues (The Mystery of the blue arrows), de Chuck McKee, trad. Elisabeth Duval, Kaléidoscope, 1990, 26 p.  (ISBN 2-87767-024-4)
- Zèbre a le hoquet (Zebra’s Hiccups, 1991), trad. Elisabeth Duval, Kaléidoscope, 1991, 28 p.  (ISBN 2-87767-053-8)
- Encore toi, Isabelle ? (Isabel’s Noisy Tummy, 1994), trad. Elisabeth Duval, Kaléidoscope, 1994, 32 p.  (ISBN 2-87767-113-5)
- Le Car scolaire passe à 8 heures (The School Bus Comes At 8 O’clock, 1993), Kaléidoscope, 1994, 32 p.  (ISBN 2-87767-109-7)
- Le Fantôme des chatouillis (The tickle ghost), de David & Brett McKee, ill. David McKee, Kaléidoscope, 2011, 24 p.  (ISBN 978-2-87767-703-5)
- Macaronis (Macaroni), de Violet McKee, trad. Élisabeth Duval, Kaléidoscope, 1998, 24 p.  (ISBN 2-87767-250-6)
- Le Secret de Marie (Mary's secret), trad. Élisabeth Duval, Kaléidoscope, 1999, 25 p.  (ISBN 2-87767-272-7)
- Six hommes, trad. Elisabeth Duval, École des loisirs, coll. "Lutin poche", 2013.  (ISBN 978-2-211-21503-9)